# Гексаціаноферат(III) калію
Ге́ксаціа́нофера́т(III) ка́лію, або червона кров'яна сіль — комплексна сполука складу K3[Fe(CN)6]. Вважається отруйною.

## Добування
Добувають окисненням гексаціаноферату(II) калію за допомогою хлору або електролітично:
- 2K4[Fe(CN)6] + Cl2 = 2K3[Fe(CN)6] + 2KCl

## Фізичні властивості
Темно-червоні кристали, які при подрібненні (розтиранням) перетворюються на помаранчевий або жовтий порошок. Розчинні у воді, ацетоні; нерозчинні в етанолі. Водний розчин, так само як і порошок, має жовтий (зеленувато-жовтий) колір.

## Хімічні властивості
Термічно нестійка сполука. На відміну від гексаціаноферату(II) калію, відносно легко гідролізує із виділенням ціаніду, тому є отруйною.
- [Fe(CN)6]3– + H2O = [Fe(CN)5(H2O)]2– + CN–

Ймовірно, саме ця реакція приводить до зростання pH водного розчину цієї солі при освітленні його розсіяним денним світлом, внаслідок гідролізу: CN– + H2O ⇄ HCN + OH–
При подальшому поверненні розчину до темряви pH розчину знову знижується, тож ці процеси є оборотними.
З гарячою розведеною сульфатною кислотою виділяє гідрогенціанід, із концентрованою — монооксид вуглецю (як продукт гідролізу ціаніду до мурашиної кислоти та дегідратації останньої).
У водному розчині є окисником, в лужному середовищі дуже сильним:
- 3[Fe(CN)6]3– + Cr(OH)–
4 + 4OH– = 3[Fe(CN)6]4– + CrO2–
4 + 4H2O

Також окиснює W до WO2–
4, NH3 до N2 тощо.
Із солями феруму(II) утворює синій осад або колоїдний розчин (турнбулева синь):
- Fe2+ + [Fe(CN)6]3– = Fe3+ + [Fe(CN)6]4–,

4Fe3+ + 3[Fe(CN)6]4– = Fe4[Fe(CN)6]3↓
Сполука такої самої кристалічної будови утворюється при додаванні Fe3+ до розчину гексаціаноферату(II) калію — берлінська лазур. Варіюванням умов перебігу реакції можна отримати різноманітні подібні продукти, в тому числі розчинну берлінську лазур KFe[Fe(CN)6].
При взаємодії з розведеними кислотами виділяє дуже токсичну синильну кислоту:
{\displaystyle {\mathsf {K_{3}[Fe(CN)_{6}]+6HCl{\xrightarrow {}}\ 3KCl+FeCl_{3}+6HCN{\uparrow }}}}

## Застосування
Реагент для якісної реакції на Fe2+, якій не заважає наявність в розчині іонів Fe3+. Також для добування пігментів: після їхнього відкриття берлінська лазур (1704) та турнбулева синь (1840) тривалий час використовувалися як пігменти, в тому числі для чорнила.